# Sürgősségi műsorszóró rendszer
A sürgősségi műsorszóró rendszer (EBS), amelyet néha sürgősségi cselekvési értesítési rendszernek (EANS) hívnak, az Egyesült Államokban használt vészjelző rendszer volt. A korábbi CONELRAD rendszert váltotta fel, és 1963 és 1997 között használták, ekkor váltotta fel a Vészhelyzeti riasztórendszer. 

## Célja
A rendszert azért hozták létre, hogy az Egyesült Államok elnökének gyors módszert biztosítson az amerikai nyilvánossággal való kommunikációra háború, háborús fenyegetés vagy súlyos nemzeti válság esetén. A sürgősségi műsorszórási rendszer 1963. augusztus 5-én váltotta fel a CONELRAD-ot. A későbbi években kibővítették a békeidőben bekövetkező vészhelyzetek idején történő használatra állami és helyi szinten. Noha a rendszert soha nem használták országos vészhelyzet esetén, 1976 és 1996 között több mint 20 000-szer aktiválták a polgári vészüzenetek és a súlyos időjárási veszélyekre figyelmeztető jelzések közvetítésére.